# Hinriksdóttir
Hinriksdóttir ist ein isländischer Name.

## Bedeutung
Der Name ist ein Patronym und bedeutet Tochter des Hinrik. Die männliche Entsprechung ist Hinriksson (Sohn des Hinrik).

## Namensträgerinnen
- Aníta Hinriksdóttir (* 1996), isländische Leichtathletin
- Bríet Sif Hinriksdóttir (* 1996), isländische Basketballspielerin
- Sara Rún Hinriksdóttir (* 1996), isländische Basketballspielerin